# Argument (shell)
Argument je textový řetězec obsahující možnost, která následuje po názvu příkazu zadaném uživatelem v příkazové řádce v jazycích shellu. Argument je součástí příkazu, který začíná názvem příkazu a končí na konci řádky, nejastěji odesláním příkazu kliknutím na klávesu ENTER. Od názvu příkazu, stejně jako od ostatních argumentů je oddělen mezerou. Jeden příkaz může tedy mít jeden, nebo více argumentů. Argumentem může být možnost, možnost argumentu, nebo operand.

## Příklady argumentů
- cd /etc – příkaz kde cd je název příkazu a /etc argument
- mkdir -p New/bash – příkaz, kde mkdir je název příkazu a -p jeden agrument a New/bash druhý. -p je zároveň možností příkazu mkdir a New/bash je cesta k adresáři.